# Turen går til Mars
Turen går til Mars er en dansk dokumentarserie i tre afsnit fra 2009 instrueret af Jakob Gottschau.

## Handling
"Turen går til Mars" er en dokumentarisk serie i tre dele om menneskets forsøg på at kopiere Jordens delikate balancer i små lukkede kredsløb, der kan producere tilstrækkeligt med nødvendige ressourcer til et liv på Mars.

## Afsnit
| # | Titel                          | Første sendedag |
| --- | ------------------------------ | --------------- |
| 1 | "Turen går til Mars (del 1:3)" |                 |
| Under rumkapløbet i 1960erne gennemførte Rusland hemmelige forsøg, hvor testpersoner i op mod et år blev lukket ind i små containere for at forberede mennesket på rejsen til Mars. Supermagtens rumforskere ville skabe et lukket biologisk kredsløb uden kontakt med omverdenen. De psykologiske udfordringer var enorme for testdeltagerne, der red på en bølge af begejstring over nationens store resultater i rummet.                                                                                                   |                                |                 |
| 2 | "Turen går til Mars (del 2:3)" |                 |
| I begyndelsen af 1990erne gennemførte amerikanske rumentusiaster et forsøg, hvor otte mennesker blev spærret inde i en glaskuppel sammen med tusindvis af nøje udvalgte dyrearter. Forsøget, der er det hidtil længste af sin slags, var inspireret af hemmelige russiske forsøg gennemført i blandt andet Sibirien, og formålet var at teste, om det lukkede system kunne gøres så selvforsynende, at mennesket kunne overleve på Mars. Trods store interne konflikter lykkedes det gruppen at bo i glaskuplen i to hele år. |                                |                 |
| 3 | "Turen går til Mars (del 3:3)" |                 |
| Efter næsten 50 års forskning er russiske rumforskere i 2009 og 2010 klar til at gennemføre den ultimative test, der skal bringe mennesket nærmere den lange rejse til Mars og bosættelse i rummet. Udvalgte testpersoner skal i 500 dage udsættes for medicinske forsøg i et lukket system, der blandt andet er udstyret med en såkaldt Mars-simulator. Hvis mennesket skal bosætte sig i rummet, kræver det udvikling af en helt ny type mad, men er vi klar til at spise friturestegte pupper fra silkelarven?             |                                |                 |